# غولسون بيلغيهان
عائشة غولسون بيلغيهان (بالتركية: Ayşe Gülsün Bilgehan)‏ (25 فبراير 1957 في أنقرة - ) سياسية تركية. تنتمي إلى حزب الشعب الجمهوري. انتُخبت عضوةً في البرلمان التركي.
وهي حفيدة رئيس تركيا الراحل عصمت إينونو.